# Квадривиум
В Средновековието квадривиум (на латински: quadrivium) е по-високата образователна степен след тривиума и обхваща четири предмета: аритметика, геометрия, астрономия и музика.

## Описание
Обединяването на тривиума с квадривиума представлява седемте хуманитарни науки в класическото учение.